# حفظ الحياة البرية

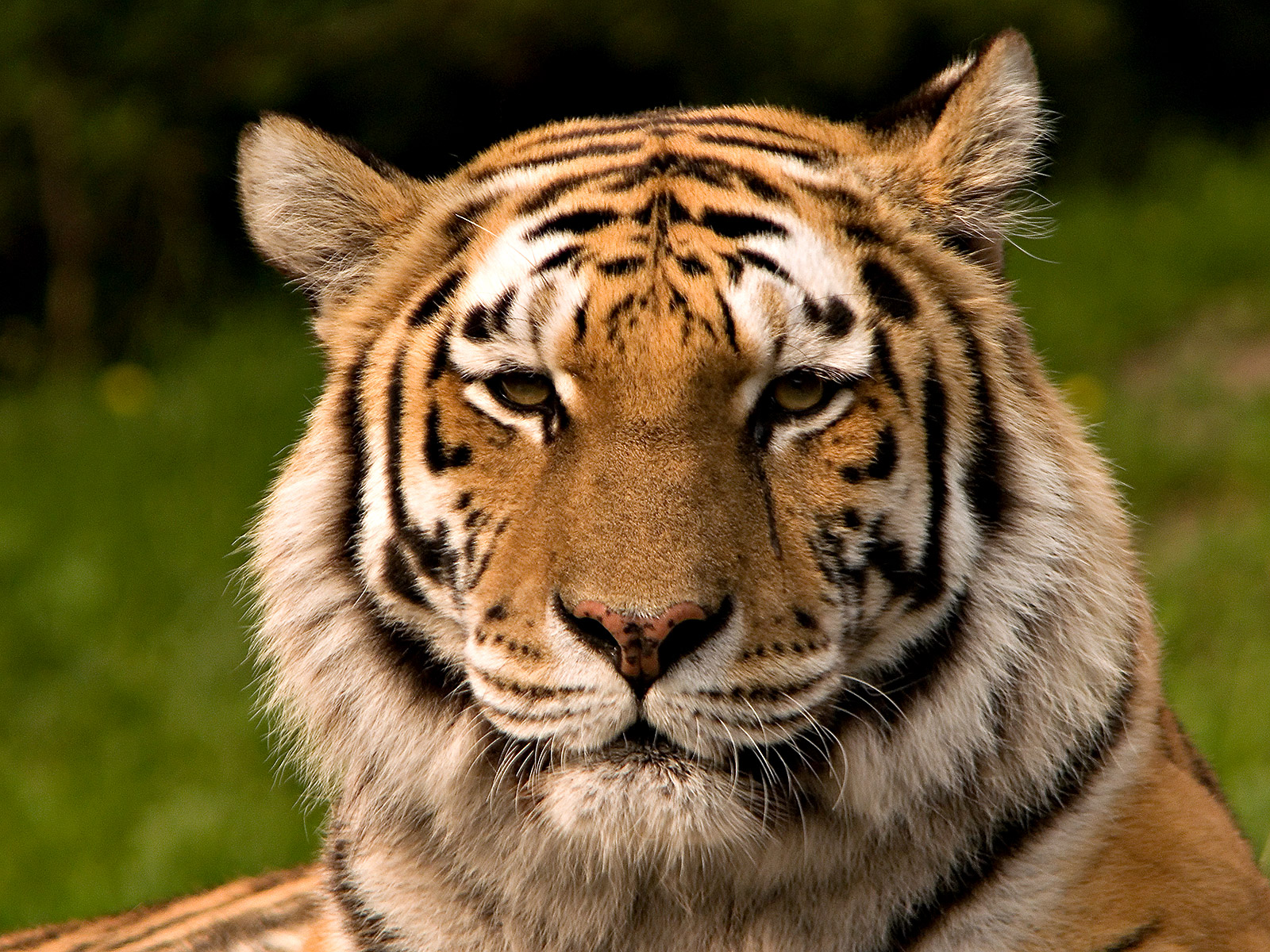
النمر السيبيري هي سلالة فرعية من النمور المهددة بالانقراض بشكل خطير؛ فقد انقرضت بالفعل ثلاث سلالات من النمور.

إن حماية الحياة البرية هي حماية الأنواع المهددة بالانقراض من النباتات والحيوانات بالإضافة إلى مواطنها. فمن بين أهداف حماية الحياة البرية هو ضمان أن تكون الطبيعة موجودة للأجيال القادمة للاستمتاع بـ الحياة البرية والأراضي البرية وإدراك مدى أهميتها بالنسبة للبشر. وهناك العديد من الوكالات الحكومية المعنية بحماية الحياة البرية، والتي تساعد على تنفيذ السياسات الرامية إلى حماية الحياة البرية. كما تقوم العديد من المنظمات غير الربحيةالمستقلة بالترويج للقضايا المختلفة المتعلقة بحماية الحياة البرية.
وقد أصبحت حماية الحياة البرية إحدى الممارسات متزايدة الأهمية بسبب الآثار السلبية لـ تصرف الإنسان على الحياة البرية. ويلعب علم المحافظة على الأحياء دورًا في حماية الحياة البرية. وقد جعلت أخلاقيات حماية البيئة، بالإضافة إلى الضغط الذي يمارسه حماة البيئة، من هذه القضية قضية بيئية هامة.

## الأنواع المهددة بالانقراض
تتضمن الأنواع المهددة بالانقراض في الهند سلالات كبيرة من الأنواع النادرة من الحيوانات البرية والحيوانات المائية والحشرات. وتتكون الحياة البرية الهندية من أنواع متعددة من الطيور والثدييات والزواحف، إلخ. ومعروف عنها جيدًا أنها تضم واحدة من أغنى الأنواع في العالم. كما تضم الحياة البرية في الهند العديد من الأنواع المهددة بالانقراض التي تعيش على وشك الانقراض بشكل خطير. ويتم تعريف الأنواع المهددة بالانقراض على أنها قطاع من الكائنات الحية التي تعيش في خطر أن تصبح منقرضة من جراء العديد من الأسباب. إما لأنها قليلة العدد أو لأن المعاملات البيئية أو الافتراسية المختلفة تهدد بانقراضها. وقد تم التعرف على الأنواع المهددة بالانقراض في الهند من قبل منظمات وطنية ودولية مختلفة مثل الصندوق العالمي للحياة البرية (WWF) والاتحاد الدولي لحفظ الطبيعة والموارد الطبيعية (IUCN) ومعهد الحياة البرية في الهند (WII).

## إحصاءات الأنواع المهددة بالانقراض في الهند
وفقًا للسجلات الرسمية، هناك أكثر من 130000 نوع من الحيوانات المهددة بالانقراض، في الهند، برغم أن بعض الخبراء يعتقدون أن العدد قد يكون أكثر بكثير من الأرقام المتوقعة. ومع ذلك، يدعي البعض أن العدد في الحقيقة أكثر من ذلك بكثير. ويمثل عدد الأنواع المهددة بالانقراض في الهند حوالي 8.86 % من ثدييات العالم. وتمتد الثدييات لأكثر من 186 جنسًا و45 عائلة و13 صنفًا منها حوالي 89 نوعًا مدرجًا على أنه مهدد بالانقراض في القائمة الحمراء للحيوانات المهددة بالانقراض الصادرة عن الاتحاد الدولي لحفظ الطبيعة والموارد الطبيعية (IUCN) لعام 2006.
؛ أصناف الأنواع المهددة بالانقراض في الهند
تم تقسيم الأنواع المهددة بالانقراض في الهند إلى 3 فئات رئيسية
- أنواع على حافة الانقراض (CR)
- وأنواع مهددة بالانقراض (EN)
- وأنواع معرضة للانقراض (VU)

وقد أجرى هذا التصنيف الاتحاد الدولي لحفظ الطبيعة والموارد الطبيعية (IUCN) ومعهد الحياة البرية في الهند (WII)، في العام 2004. وفي كل دقيقة تمر ينخفض عدد جماعات الأنواع المهددة بالانقراض.
؛ الأنواع التي على حافة الانقراض في الهند
من بين الأنواع المهددة بالانقراض في الهند، هناك واحد من أكثر الأنواع التي على حافة الانقراض وهو النمر السيبيري. الذي يعتبر سلالة نادرة من النمور وهو أحد الأنواع المهددة بالانقراض في الهند. كما أصبحت الفيلة الآسيوية التي وجدت في الهند ضحايا للصيد غير القانوني المشهور دائمًا بالحصول على العاج. ومع ذلك، اعتُبر السبب الرئيسي وراء اعتراض المنظمات على عمليات صيدهم هو خسارة موطنهم. ويعتبر من الأنواع الأخرى المهددة بالانقراض في الهند هو واحد من القطط الكبيرة، وهو الفهد الذهبي ذو العلامات السوداء. فقد انخفض عدد هذه الأنواع ليصل إلى 14000، في الهند. وقد كانت الأسباب الرئيسية وراء تراجع أعداد الفهود في الهند هي خسارة موطنهم وكذلك الضغط السكاني على محميات الحياة البرية في الهند. وتمثل هذه الأسباب أيضًا مصدر قلق كبير بالنسبة للأنواع الأخرى المهددة بالانقراض في الهند. ويعتبر السبب الرئيسي وراء فقدانهم الموطن هو انتشار الزراعة. كما كان يتم أيضًا صيد نمور البنغال الملكية على نطاق واسع لأغراض تتعلق بتجارة الحيوانات الأليفة ولحدائق الحيوان والبحوث، وكذلك لاستخدامها في الطب الشرقي، في الماضي.
وعلاوة على ذلك، تشمل الأنواع التي على حافة الانقراض في الهند، كما حددها الاتحاد الدولي لحفظ الطبيعة والموارد الطبيعية ومعهد الحياة البرية في الهند، الزبابة جنكيز وزباد المالابار ذو البقعة الكبيرة والسنجاب الطائر من نامدافا والخنزير القزم (بيجمي) وخفافيش فاكهة سليم علي والنمر الثلجي ووحيد القرن السومطري والخفاش طليق الذنب من روتون. وتشمل قائمة الأنواع المهددة بالانقراض في الهند الأسد الآسيوي والدب الأسود الآسيوي والقط الصحراوي ووحيد القرن الهندي الكبير والأرنب الوحشي خشن الشعر وقرد الجيبون الأسود الصغير وغزلان كشمير وقرد المكاك ذو الذيل الأسدي وماعز المارخور وغنم التبت وقرد اللانغور النلغيري وزباب اندامان وزباب اندامان الشوكي والفيل الهندي أو الفيل الآسيوي وثور الزابج والحوت الأزرق وقرد اللانغور ذا القلنسوة وظباء الشيريو والحوت الزعنفي ودولفين نهر الجانج وقرد اللانغور الذهبي وأسماك الأروانا الآسيوية والسلاحف البحرية ضخمة الرأس ودولفين نهر السند وفأر كوندانا ناعم الفرو ونمس المستنقعات وزباب شجرة النيكوبار وجَدي النلغيري الوحشي والسنجاب الطائر متعدد الألوان وخفاش بيتر ذا الأنف الأنبوبية والباندا الحمراء وحوت الساي وفأر بونهوت (الخادم) والنمور وجاموس الماء الوحشي والسنجاب الطائر الصوفي.

## التهديدات الكبرى التي تواجه الحياة البرية
يمكن تصنيف التهديدت الكبرى التي تواجه الحياة البرية كما يلي:
- خسارة الموطن: لا تبقى إلا مناطق قليلة لمواطن الحياة البرية الطبيعية كل عام. بالإضافة إلى أن الموطن المتبقي يكون غالبًا متدهورًا في أن يعطي بيئة مشابهة قليلاً للمناطق البرية التي كانت موجودة في الماضي.
- تغير المناخ: نظرًا لأن العديد من أنواع النباتات والحيوانات لديها متطلبات محددة في الموطن، فيمكن أن يتسبب تغير المناخ في فقدان كارثي لأنواع من الحيوانات البرية. ويمكن أن تتضرر الحشرات الضعيفة وتضطرب. ولأن النباتات والحيوانات البرية تعتبر حساسة تجاه تغير الرطوبة، فإنها ستتعرض للأذى عند حدوث أي تغير في مستوى الرطوبة.
- المبيدات الحشرية والمواد الكيميائية السامة: التي تُستخدم على نطاق واسع، مما يجعل البيئة سامة لبعض النباتات والحشرات والقوارض.
- الصيد غير المنظم والصيد غير القانوني: يشكل الصيد غير المنظم والصيد غير القانوني تهديدًا كبيرًا على الحياة البرية. وإلى جانب ذلك، يؤدي سوء إدارة قسم الغابات وحراس الغابات إلى تفاقم هذه المشكلة.
- الظواهر الطبيعية: مثل الفيضانات والزلازل والبراكين والصواعق وحرائق الغابات.
- التلوث: تتناول مجموعة كبيرة من الكائنات الحية الملوثات التي تُطلق في البيئة.
- الإفراط في استغلال الموارد: أدى استغلال العشائر البرية من أجل الغذاء إلى حدوث انخفاضات شديدة بها (على سبيل المثال، الإفراط في صيد الأسماك)

## نموذج أمريكا الشمالية في حماية الحياة البرية
يعتبر نموذج أمريكا الشمالية في حماية الحياة البرية واحدًا من أكثر نماذج الحماية نجاحًا في العالم.[بحاجة لمصدر] وترجع أصوله إلى حركات الحماية التي نشأت في القرن 19، مع اقتراب انقراض العديد من أنواع الحيوانات البرية (بما فيها البيسون الأمريكي) ونهوض الرياضيين مع الطبقة الوسطى لمنع انقراضها. وبداية من ستينيات القرن التاسع عشر (1860) بدأ الرياضيون في الترتيب والدعوة إلى حماية المناطق البرية والحياة البرية. ويستند نموذج أمريكا الشمالية في حماية الحياة البرية إلى مبدأين أساسيين هما - أن الأسماك والحياة البرية هما للاستخدام غير التجاري من قبل المواطنين، وأنه ينبغي إدارتهما بحيث يكونان متوفرين في مستويات معيشة أفضل للأبد. وقد وُضع هذين المبدأين الأساسيين في المبادئ الأساسية السبعة للنموذج.
مبدأ؛ القاعدة القانونية للأمانة العامة (خدمة العامة)
في نموذج شمال أمريكا، تحافظ الأمانة العامة على الحياة البرية. وهذا يعني أن يدعم العامة الأسماك والحياة البرية من خلال حكومات البلدان والحكومات الفدرالية. بعبارة أخرى، بالرغم من احتمال امتلاك أحد الأفراد للأرض المتواجد عليها الحيوانات البرية، إلا أنه لا يمتلك هذه الحيوانات البرية المذكورة آنفًا. بل يمتلكها جميع المواطنون. وبأصوله التي ترجع إلى العصر الروماني والقانون العام الإنجليزي، يتضمن مبدأ القاعدة القانونية للأمانة العامة في جوهره المحكمة العليا للولايات المتحدة لعام 1842 بقرار من مارتن في واديل (Martin V. Waddell).
الاستخدام غير القابل للمقارنة
وفقًا لنموذج أمريكا الشمالية، لا يجب قتل الحيوانات البرية إلا فقط من أجل الحصول على الغذاء والفرو والدفاع عن النفس وحماية الملكية (بما فيها الماشية). بعبارة أخرى، يعتبر قتل الأسماك أو الحيوانات البرية عمومًا أمرًا غير قانوني وغير أخلاقي (حتى مع الحصول على رخصة) دون بذل كل الجهد المعقول لاسترداد الموارد والاستفادة الصحيحة منها.<ref">Rocky Mountain Elk Foundation> News and Media> Bugle Magazine> Archives نسخة محفوظة 13 أكتوبر 2020 على موقع واي باك مشين.</ref>
الحياة البرية كمورد عالمي
لأن الحياة البرية لا توجد بالفعل إلا ضمن حدود سياسية ثابتة، فإن الإدارة الفعالة لهذه الموارد يجب أن تتم عالميًا من خلال المعاهدات وتعاون وكالات الإدارة.

## مشاركة الحكومة
صدر قانون حماية الحياة البرية من قبل حكومة الهند عام 1972. وبعد وقت قصير من اتجاه صانعي السياسات لسن لوائح تتعلق بحماية الحياة البرية، تم وضع إستراتيجية للسماح للجهات الفاعلة، سواء حكومية أو غير حكومية، باتباع "إطار" مفصل للحماية الناجحة. وقد وضع "الاتحاد الدولي لحفظ الطبيعة والموارد الطبيعية" (IUCN) الإستراتيجية العالمية لحماية الحياة البرية عام 1980 بالنصيحة والتعاون والمساعدة المالية من برنامج الأمم المتحدة للبيئة (يونيب) والصندوق العالمي للحياة البرية بالتعاون مع منظمة الأغذية والزراعة للأمم المتحدة (الفاو) ومنظمة الأمم المتحدة للتربية والعلم والثقافة (يونسكو)" وتهدف هذه الإستراتيجية إلى "توفير إطار فكري وتوجيه عملي لإجراءات حماية الحياة البرية." ويغطي هذا الدليل الشامل كل شيء بداية من "المستخدمين" المعنيين بهذه الإستراتيجية إلى أولوياتها الفعلية وحتى قسم الخرائط الذي يحتوي على المناطق التي بها استهلاك كبير في المأكولات البحرية وهو الأمر الذي يهدد المنطقة بعملية الإفراط في الصيد. الأقسام الرئيسية هي كما يلي:
- أهداف حماية الحياة البرية ومتطلبات تحقيقها:

1. الحفاظ على عمليات بيئية أساسية وأنظمة دعم الحياة.
2. الحفاظ على التنوع الجيني.
3. الاستخدام المستدام للأنواع والأنظمة البيئية.

- أولويات العمل القومي:

1. وضع إطار لاستراتيجيات الحماية القومية ودون القومية.
2. صناعة السياسات وتكامل الحماية مع التطوير.
3. التخطيط البيئي وتحديد الاستخدام الرشيد.

- أولويات العمل الدولي:

1. العمل الدولي: القانون والمساعدة.
2. الغابات الاستوائية والأراضي الجافة.
3. برنامج عالمي لحماية مناطق الموارد الجينية.

أقسام الخرائط:
1. الغابات الاستوائية
2. الصحاري والمناطق المعرضة للتصحر.

## المشاركة غير الحكومية
بينما أصبحت "وكالات التنمية الرئيسية" "ضعيفة مع القطاع العام" في الحماية البيئية في أواخر الثمانينيات من القرن العشرين (1980)، بدأت هذه الوكالات في الميل نحو دعم "القطاع الخاص" أو المنظمات غير الحكومية (NGOs).">http://www.jstor.org/pss/4192201</ref></a> وفي أحد أوراق مناقشة البنك الدولي بدا واضحًا أن "الظهور المدوي للمنظمات غير الحكومية" كان معروفًا على نطاق واسع لصانعي السياسات الحكومية. وبرؤية هذا الازدياد في دعم المنظمات غير الحكومية، أدخل الكونجرس الأمريكي تعديلات على قانون المساعدات الخارجية في عامي 1979 و1986 "مخصصًا موارد مالية من الوكالة الأمريكية للتنمية الدولية (USAID) من أجل التنوع الحيوي".
ومنذ عام 1990 ومرورًا بالسنوات الأخيرة أصبحت الحماية البيئية في قطاع المنظمات غير الحكومية أكثر تركيزًا بشكل متزايد على التأثير السياسي والاقتصادي للوكالة الأمريكية للتنمية الدولية المحدد تجاه «البيئة والموارد الطبيعية». وبعد الهجمات الإرهابية على مركزي التجارة العالميين في 11 سبتمبر عام 2001 وبداية الحرب على الإرهاب التي شنها الرئيس السابق بوش، أصبح الحفاظ على جودة البيئة والموارد الطبيعية وتحسينهما «أولوية» من أجل «منع التوترات الدولية» وفقًا للتشريعات الخاصة بالعلاقات الخارجية التي تم سنها عام 2002 وللفقرة رقم 117 من قانون المساعدات الخارجية لعام 1961. وعلاوة على ذلك، قام الكونجرس عام 2002 بتعديل الفقرة الخاصة بالأنواع المهددة بالانقراض من قانون المساعدات الخارجية المعدل سابقًا.
كما تضمنت التعديلات التي أدخلت على هذه الفقرة تعديلات على الفقرة المتعلقة بـ «المنظمات التطوعية الخاصة والمنظمات غير الحكومية.» حيث تتطلب الفقرة أن تقوم المنظمات التطوعية الخاصة والمنظمات غير الحكومية «بإشراك السكان المحليين إلى أقصى حد ممكن في جميع مراحل التصميم والتنفيذ.»
وقد أدت هذه التعديلات، التي أدخلت على قانون المساعدات الخارجية والزيادة[متى؟] الأخيرة في تمويل الوكالة الأمريكية للتنمية الدولية من أجل الحماية البيئية الخارجية، إلى وجود خلافات عدة متعلقة بدور المنظمات غير الحكومية في التنمية الخارجية.

## المنظمات غير الحكومية الفعالة
توجد العديد من المنظمات غير الحكومية التي تعمل على تعزيز حماية الحياة البرية بشكل فعال أو المشاركة في حمايتها مثل:
- منظمة حماية الطبيعة وهي منظمة بيئية خيرية أمريكية تعمل على الحفاظ على النباتات والحيوانات والمواطن الطبيعية التي تمثل تنوع الحياة على الأرض عن طريق حماية الأراضي والمياه التي يحتاجون إليها من أجل البقاء.[12]
- الصندوق العالمي للطبيعة (WWF) هي منظمة دولية غير حكومية تعمل على حل القضايا المتعلقة بحماية البيئة والبحث عنها واستعادتها، وكانت تسمى سابقًا بالصندوق العالمي للحياة البرية، والتي لا تزال تحتفظ باسمها الرسمي في كندا والولايات المتحدة. وهي أكبر المنظمات المستقلة الخاصة بحماية البيئة في العالم حيث يدعمها أكثر من 5 ملايين مؤيد في جميع أنحاء العالم، وتعمل في أكثر من 90 بلدًا، وتدعم حوالي 1300[4] مشروع من مشروعات حماية الطبيعة والمشروعات البيئية حول العالم. وهي منظمة خيرية، يأتي ما يقرب من 60% من تمويلها من التبرعات التطوعية من أفراد مستقلين. ويأتي 45% من إيرادات الصندوق من هولندا والمملكة المتحدة والولايات المتحدة.[13]
- جمعية حماية الحياة البرية
- جمعية أودوبون
- منظمة ترافيك (الشبكة العالمية لمراقبة التجارة في الحياة البرية)(برنامج حماية الحياة البرية)
- منظمة النادي الدولي لرحلات القنص